# Карамышев, Борис Павлович
Борис Павлович Карамышев (15 мая 1915 — 29 сентября 2003) — российский и советский композитор, дирижёр, заслуженный деятель искусств РСФСР (1980). Главный дирижёр и руководитель эстрадного оркестра «Голубой экран» (получившего в дальнейшем название оркестра симфонической и эстрадной музыки Всесоюзного радио и Центрального телевидения).

## Биография
Борис Павлович Карамышев родился 15 мая 1915 года в Петрограде. В 1939 окончил Ленинградское музыкальное училище по классу композиции П. Б. Рязанова и И. Я. Пустыльника, по классу дирижирования И. А. Мусина и Б. Я. Тиллеса.
В 1934 году в довоенном Ленинграде, будучи учеником, Борис Карамышев оказался причастен к джаз-оркестру, который при кинотеатре Рабочей молодежи (КРАМ) за два года до этого организовал и которым руководил Генрих Терпиловский. После ареста Терпиловского, последовавшего в 1935 г., Карамышев перенимает коллектив, фактически меняя его характер, преобразовывая в эстрадный. Примером такого преобразования стала программа с циклом произведений под названием «Песни моей Родины», в результате чего Ленинградская эстрада сделала оркестру предложение выступать на любых площадках города. Таким образом впервые эстрадный коллектив оказался на сцене Ленинградской Филармонии.
В 1939 году, с началом Советско-Финляндской войны Борис Карамышев с музыкантами были зачислены одну из частей рабоче-крестьянской Красной Армии во Пскове. А затем с очередным эшелоном отбыли в Петрозаводск, где находился штаб 8-й армии. После принятия присяги музыканты дали в доме Красной Армии свой первый концерт. Несмотря на суровую зиму во время советско-финляндской войны оркестр выступал и в госпиталях и на аэродромах, везде, где находились подходящие помещения.
Впоследствии красноармейский оркестр был передислоцирован в латвийский город Елгаву, где выступал в воинских частях по всей Прибалтике.
Оказавшись на 2-м Белорусском фронте Борис Карамышев знакомится с Константином Константиновичем Рокоссовским. Специальным документом за подписью маршала Рокоссовского Борис Карамышев получил право отбора любого артиста из числа освобождённых узников концлагерей и лагерей перемещённых лиц. Их активная работа позволила, помимо уже имевшегося эстрадного оркестра с его группой солистов, организовать ещё и оперетту.
Кроме того майор Карамышев был назначен начальником фронтовых образцово-показательных духовых оркестров.

### Творческая деятельность
С 1952 по 1955 — являлся дирижёром эстрадного оркестра сада «Эрмитаж» в Москве.
С 1956 по 1964 — дирижёр инструментального ансамбля радиостанции «Маяк».
С 1965 по 1977 — художественный руководитель, главный дирижёр концертно-эстрадного оркестра ЦТ и ВР «Голубой экран», впоследствии переименованный в оркестр симфонической и эстрадной музыки Гостелерадио СССР. 
Пик профессиональной и творческой деятельности Бориса Карамышева приходится на 1950—1970-е годы. Оркестр под его руководством с определенной периодичностью  аккомпанирует программе «Голубой огонёк».
Эстрадные оркестры под руководством Б. Карамышева выступают и записываются с такими исполнителями как Анна Герман, Муслим Магомаев, Лев Лещенко, Иосиф Кобзон, Валентина Толкунова, Евгений Мартынов, Людмила Сенчина, Владимир Трошин, Юрий Гуляев, Эдуард Хиль, Людмила Зыкина, Ренат Ибрагимов, Майя Кристалинская и многими другими исполнителями и музыкальными коллективами.
Во время тура по СССР английского тенора Роберта Янга сопровождает оркестр под управлением Бориса Карамышева. Из воспоминаний певца: «…Именно тонкая музыкальность Бориса дала мне силу почувствовать себя в России как дома. Поистине большим музыкантам не нужны переводчики…».
Интенсивная и успешная дирижёрская деятельность не вытеснила композиторскую. В эти годы Борис Павлович создаёт свои самые значимые сочинения. По мнению современной ему музыкальной критики мелодике Карамышева больше чем у кого бы то ни было свойственен мажор. Его удивительное жизнелюбие просто разливается в прекрасных мелодиях пьес «Лесное озеро» или «Русский каприччо».
Все эстрадные произведения Карамышев аранжировал лично и не прибегал к чужой помощи.
В одной[какой?] из музыкальных передач на BBC было сказано, что «Музыка Бориса Карамышева — это квинтэссенция российской эстрады в СССР».
С 1970 года Борис Карамышев участвовал в создании концертных программ, посвящённых Дню милиции. Был бессменным руководителем фестивалей, конкурсов, праздников, смотров самодеятельного художественного творчества сотрудников органов внутренних дел и членов их семей.
Дмитрий Шостакович тепло благодарил Бориса Карамышева за первое исполнение оркестром «Голубой экран» созданного им «Марша советской милиции», который прозвучал 10 ноября 1970 года в Колонном зале Дома Союзов.

## Семейная жизнь
В 1948 году Борис Карамышев женился на известной оперной певице солистке Музыкального театра имени Станиславского Зинаиде Никитичне Петровой.
Дочь — Петрова Татьяна Григорьевна. Внук — Чертков Борис Юрьевич, режиссёр кино и анимации.

## Произведения

### Мюзикл для детей
- Разноцветная снежинка

### Балет
- Балет «Ликующий Октябрь» (детский)

### Для духового оркестра
- «Марш Северо-Западного фронта»
- Фантазии на темы песен советских композиторов

### Для эстрадного оркестра (ансамбля)
- 2 марша
- Русская увертюра и Украинская увертюра
- Гуцульская рапсодия
- Танцевальные сюиты № 1, 2
- Увертюры
- Пьесы «Лесное озеро», «Большая мазурка», «Весёлые игрушки», «Мой приятель кларнетист»
- Марш «Голубой экран», «Спортивный марш», Концертная пьеса, пьесы «Весёлая прогулка», «Русское каприччио»
- Фантазии на темы песен Т. Хренникова, В. Мурадели, С. Туликова, В. Левашова, на темы песен о революции, о комсомоле и молодёжи

### Песни
- «Котелок», «Почта полевая» (на слова М. Матусовского)
- «Остров свободы» (сл. С. Смирнова)
- «Чудесное слово» (сл. С. Михалкова)
- «Лирическая балтийская» (сл. О. Гаджикасимова)
- «Улица Ленина» (сл. А. Чуркина)
- «Весёлый праздник» (сл. О. Гаджикасимова)
- «Комсомольцы Подмосковья» (сл. В. Семернина)
- «Вечерок чудесный» (сл. В. Семернина)
- «Песня о ветре» (сл. В. Семернина)
- «Руки прочь от Вьетнама» (сл. О. Гаджикасимова)
- «Доброе утро, Подмосковье» (сл. Б. Дворного)
- «Песня матросов» (сл. В. Семернина)
- «Страна Тюмения» (сл. В. Владимова)

### Песни, записанные на фирме «Мелодия»
- «Ай да повариха!» (сл. О. Гаджикасимова, исп. В. Трощинский, А. Безверхий, анс. «МАЯК» п/у автора)
- «А за рекой гармонь поёт» (исп. Квартет «Улыбка», анс. «МАЯК» п/у автора)
- «Балтийская баллада» (сл. В. Семернин, исп. В. Трошин)
- «Балтийская лирическая» — (сл. О. Гаджикасимова, исп. С. Яковенко, анс. «МАЯК» п/у автора)
- «Ведёрки» — (сл. О. Гаджикасимова, исп. Е. Семёнкина, анс. «МАЯК» п/у автора)
- «Гуцульская рапсодия» — (исп. Инстр. Квартет «Улыбка»)
- «Дружба», танец — (исп. Эстр. Оркестр п/у автора)
- «Марш милиции» — (сл. В. Метелькова, исп. В. Крылов, анс. песни и пляски ВВ МВД СССР п/у Р. Вершинина)
- «Московская милиция» — (сл. В. Метелькова, исп. Е. Романов, Р. Вершинин, А. Розум, анс. песни и пляски ВВ МВД СССР п/у Р. Вершинина)
- «Отчего же» — (сл. О. Гаджикасимова, исп. А. Иошпе, асн. «МАЯК» п/у автора)
- «Песня о погибшем сержанте» — (сл. М. Гетуев, пер. Я. Серпина, исп. А. Омаров, анс. песни и пляски ВВ МВД СССР п/у Р. Вершинина)
- «Песня о Свердловске» — (сл. О. Гаджикасимова, исп. В. Трошин, анс. «МАЯК» п/у автора)
- «Праздничный вальс» — (сл. О. Гаджикасимова, исп. Л. Исаева, анс. «МАЯК» п/у автора)
- «Русский лирический» — (исп. Концертный ансамбль п/у В. Людвиковского)
- «Служили два солдата» — (ст. О. Гаджикасимова, исп. В. Трощинский, А. Безверхий, анс. «МАЯК» п/у автора)
- «Интермеццо из Сюиты № 3» — (исп. Эстрадный оркестр ВР п/у Б. Карамышева)
- «Тревожные будни» — (ст. М. Гетуев пер. Я. Серпина, исп. В. Романов, М. Беленко, анс. песни и пляски ВВ МВД СССР п/у Р. Вершинина)
- «Фокстрот» — (исп. Г. Карась-флейта, ЭСО ВР и ЦТ п/у Б. Карамышева)

### Музыка к фильмам
- 1982 Семеро солдатиков
- 1978 Недопёсок Наполеон 3-й
- 1972 Всадники
- 1970 Серебряные трубы
- 1967 Самая высокая… (фильм-спектакль)
- 1966 Маленький беглец. Chiisai tôbôsha (СССР, Япония)
- 1966 Весна и оперетта (фильм-спектакль)
- 1965 Верность
- 1964 Наш честный хлеб
- 1962 Мы вас любим
- 1962 Компаньерос
- 1960 Возвращение
- 1959 Зелёный фургон
- 1958 На зелёной земле моей
- 1957 Орлёнок
- 1956 Пе-коптер! (На печь) (короткометражный)

## Награды и премии

### Военные
- Орден «Красная Звезда» (1943)
- Медаль «За боевые заслуги»[3]
- Медаль «За Варшаву» от польской армии (1944)
- Медаль «За Одер, Ниссу, Балтик» от польской армии (1944)
- Медаль «За победу над Германией» (1945)
- Медаль «За доблесть и отвагу в Великой Отечественной войне»
- Юбилейная медаль «50 лет Вооружённых Сил СССР» (1967)
- Медаль Жукова (1996)
- Юбилейная медаль «60 лет Вооружённых Сил СССР» (1978)
- Орден Отечественной войны 2-й степени (1985)
- Юбилейная медаль «Двадцать лет Победы в Великой Отечественной войне 1941—1945 гг.» (1965)
- Юбилейная медаль «Тридцать лет Победы в Великой Отечественной войне 1941—1945 гг.» (1975)
- Юбилейная медаль «Сорок лет Победы в Великой Отечественной войне 1941—1945 гг.» (1985)
- Юбилейная медаль «50 лет Победы в Великой Отечественной войне 1941—1945 гг.» (1995)
- Юбилейная медаль «70 лет Вооружённых Сил СССР» (1988)
- Нагрудный памятный знак «Ветеран Северо-Западного фронта Великой Отечественной войны» (1974)
- Памятный знак «Ветеран Первой Ударной Армии» (1972)
- Памятный знак «60 лет битвы за Москву»
- Нагрудный знак Отличник милиции (1976)
- Нагрудный знак «Фронтовик» (2000)

### Профессиональная, культурная и общественная деятельность
- Заслуженный деятель искусств РСФСР (1980)
- Орден Почёта (1995)
- Памятный значок «За активное участие в подготовке и проведении IX Всемирного фестиваля молодёжи и студентов в Софии» (1968)
- Юбилейная медаль «За доблестный труд в ознаменование 100-летия со дня рождения Владимира Ильича Ленина» (1970)
- Участник ВДНХ СССР (1970)
- Значок «За активную работу в комсомоле» (1974)
- Памятная медаль Центрального штаба за активное участие во Всесоюзном походе комсомольцев и молодёжи по местам революционной, боевой и трудовой славы советского народа (1974)
- Почётный знак СКВВ (1975)
- Медаль лауреата Всесоюзного фестиваля художественной самодеятельности органов и подразделений МВД СССР, посвящённого 50-летию образования СССР
- Нагрудный знак «За культурное шефство над органами внутренних дел» (1982)
- Значок «За культурное шефство над органами внутренних дел» (1984)
- Медаль «Ветеран труда» (1985)
- Медаль лауреата второго Всесоюзного фестиваля народного творчества, посвящённого 70-летию Великой Октябрьской социалистической революции (1987)
- Почётный знак РКВВ «За активное участие в ветеранском движении» (1998)
- Знак «Почётный ветеран» (2000)
- Лауреат Премии МВД России[4]